# هاورسکرک
هاورسکرک (به فرانسوی: Haverskerque) یک کمون (فرانسه) در فرانسه است که در canton of Merville واقع شده‌است. هاورسکرک ۹٫۱۷ کیلومتر مربع مساحت دارد ۱۶ متر بالاتر از سطح دریا واقع شده‌است.